# FX (canal tv)
FX (abreviere de la Fox eXtended Networks) este o rețea de televiziune cu plată deținută de compania Fox Entertainment Group, parte a News Corporation.